# 城西街道 (重庆市)
城西街道，是中华人民共和国重庆市黔江区下辖的一个乡镇级行政单位。

## 行政区划
城西街道下辖以下地区：
西山社区、水井湾社区、迎宾社区、洞塘社区、塘坊社区、大庄社区、册山社区和关云村。